# 9133 d'Arrest
9133 d'Arrest este un asteroid din centura principală de asteroizi.

## Descriere
9133 d'Arrest este un asteroid din centura principală de asteroizi. A fost descoperit pe 25 septembrie 1960 la Observatorul Palomar de Cornelis Johannes van Houten, Ingrid van Houten-Groeneveld și Tom Gehrels. Asteroidul prezintă o orbită caracterizată de o semiaxă mare de 2,63 ua, o excentricitate de 0,17 și o înclinație de 12,8° în raport cu ecliptica.